# Wiebach-Vorsperre
Die Wiebach-Vorsperre ist eine Vorsperre der Wuppertalsperre, drei Kilometer nördlich von Hückeswagen, nordrhein-westfälischen Oberbergischen Kreis in Deutschland.
1984 begann der Wupperverband mit dem Bau der 0,126 Mio m³ fassenden Wiebach-Vorsperre. Ihr Stauziel liegt bei 253,6 m ü. NHN und das Einzugsgebiet bei 7 km². Bei dieser Vorsperre handelt es sich um einen Steinschüttdamm mit Asphaltbeton-Innendichtung. Die Dammhöhe beträgt 14 Meter. Die Hochwasserentlastung erfolgt mit einem Turm.
Entlang der Wiebach-Vorsperre gibt es verschiedene markierte Wanderwege.